# Hasel-Kleiebecherling
Der Hasel-Kleiebecherling (Encoelia furfuracea), auch Kleiiger Büschelbecherling  oder Kleiiger Haselbecherling genannt, ist eine Pilzart aus der Familie der Cenangiaceae und lebt auf abgestorbenen Ästen von Hasel und Erlen.

## Merkmale

### Makroskopische Merkmale
Der Hasel-Kleiebecherling bildet auf abgestorbenen, aber oft noch ansitzenden Ästen zuerst geschlossene, ungestielte, 5–20 mm breite Fruchtkörper, die Apothecien. Sie besitzen eine lederbraune, kleiig-körnige Außenseite, das Excipulum. Das kleiige Aussehen erhalten sie durch dessen rundliche Zellen. Bei Reife breiten sie sich schüsselförmig aus und geben die dunklere braune Fruchtschicht, das Hymenium frei. Die Fruchtkörper besitzen eine ledrig zähe Konsistenz und sind dünnfleischig. Meist treten sie dicht büschelig auf.

### Mikroskopische Merkmale
Die Schläuche sind zylindrisch-keulig und messen 65 bis 90(–120) × 5,5 bis 6,5 μm. Die glatten, unseptierten Ascosporen sind hyalin, leicht wurstförmig (allantoid), haben an den Enden kleine Öltropfen und messen 6–11,5 × 2–2,5 μm. Der Pilz besitzt schlanke, an der Spitze angeschwollene Paraphysen.

## Ökologie und Verbreitung
Der Hasel-Kleiebecherling lebt saprophytisch auf abgestorbenen Ästen von Hasel und seltener auch von Erlen. Er ist von Spätherbst bis zum Frühsommer anzutreffen. Frische Fruchtkörper findet man aber vor allem im Spätwinter und Frühjahr. Er hat eine weite, aber vermutlich lückenhafte Verbreitung. Er kommt in Mittel-, West- und Nordeuropa, aber auch in Nordamerika vor. E. Gerhardt gibt ihn als nicht häufig an. In Österreich wurden Funde aus allen Bundesländern außer dem Burgenland gemeldet.

## Systematik
Ursprünglich von Albrecht Wilhelm Roth als Peziza furfuracea beschrieben, stellte Petter Adolf Karsten 1871 die Gattung Encoelia mit Encoelia furfuracea als Typusart auf.